# Victor Figueroa (voetballer)
Victor Figueroa (Buenos Aires, 29 september 1983) is een Argentijns voetballer. Zijn huidige club is Newell’s Old Boys waar hij speelt sinds 2011. Daarvoor speelde hij voor Chacarita Juniors, Germinal Beerschot, Sarmiento AC, nogmaals Chacarita Juniors, Godoy Cruz en Al-Nassr Ryad. Figueroa is een middenvelder.

## Statistieken
| seizoen    | club               | land          | competitie                   | wed. | goals |
| ---------- | ------------------ | ------------- | ---------------------------- | ---- | ----- |
| 2003/04    | Chacarita Juniors  | Argentinië    | Primera B Nacional Argentina | 23   | 1     |
| 2004/05    | Chacarita Juniors  | Argentinië    | Primera B Nacional Argentina | 24   | 7     |
| 2005/06    | Chacarita Juniors  | Argentinië    | Primera B Nacional Argentina | ?    | ?     |
| 2006/07    | Germinal Beerschot | België        | Jupiler League               | 10   | 0     |
| 2006/07    | Sarmiento AC       | Argentinië    | ??                           | ??   | ??    |
| 2007/08    | Chacarita Juniors  | Argentinië    | Primera B Nacional Argentina | ??   | ??    |
| 2008/09    | Godoy Cruz         | Argentinië    | Primera División             | 35   | 9     |
| 2009/10    | Al-Nassr Ryad      | Saoedi-Arabië | Saudi Premier League         | 20   | 9     |
| 2010/11    | Al-Nassr Ryad      | Saoedi-Arabië | Saudi Premier League         | 22   | 6     |
| 2011/12    | Newell’s Old Boys  | Argentinië    | Primera División             | 21   | 0     |
| Bijgewerkt | 14-04-12           |               |                              |      |       |